# Netanja-Stadion
Das Netanja-Stadion (hebräisch אִצְטַדְיוֹן נְתַנְיָה Itzṭadjōn Nɘtanjah, deutsch Stadion Netanjahs) ist ein Fußballstadion in der israelischen Stadt Netanja, das ab der Saison 2012/13 das Sar-Tov-Stadion als Heimspielstätte des Fußballerstligisten Maccabi Netanja ersetzte.

## Geschichte
Der gesamte Komplex des Stadions entstand auf einer Fläche von 16,3 ha. Es soll mit der Bahn verbunden werden und einen Parkplatz für rund 1000 Fahrzeuge beherbergen. Innerhalb des Stadions befinden sich 36 Logen sowie V.I.P.- und Presse-Plätze. Für den Entwurf des Stadions war die israelische Architekturfirma GAB (Goldschmidt Arditty Ben Nayin) verantwortlich. Die Firma war ebenfalls zuständig für die Renovierung des Petach-Tikwa-Stadions. Die Baukosten beliefen sich auf 240 Millionen Schekel (rund 60 Millionen Euro). Am 30. Oktober 2012 wurde das Stadion, nach dem Baubeginn 2005, eröffnet. Derzeit bietet es auf den zwei Längstribünen Platz für 13.610 Besucher. Die Sportstätte soll in einer zweiten Bauphase mit einem Ausbau der Hintertortribünen auf 24.000 Plätze erweitert werden.
Das erste Spiel trug Maccabi Netanja gegen Hapoel Tel Aviv im Neubau aus. Das Spiel endete mit einem 2:1-Sieg der Gastgeber.
Das Stadion war ein Austragungsort der U-21-Fußball-Europameisterschaft 2013 im Juni des Jahres.

## Galerie

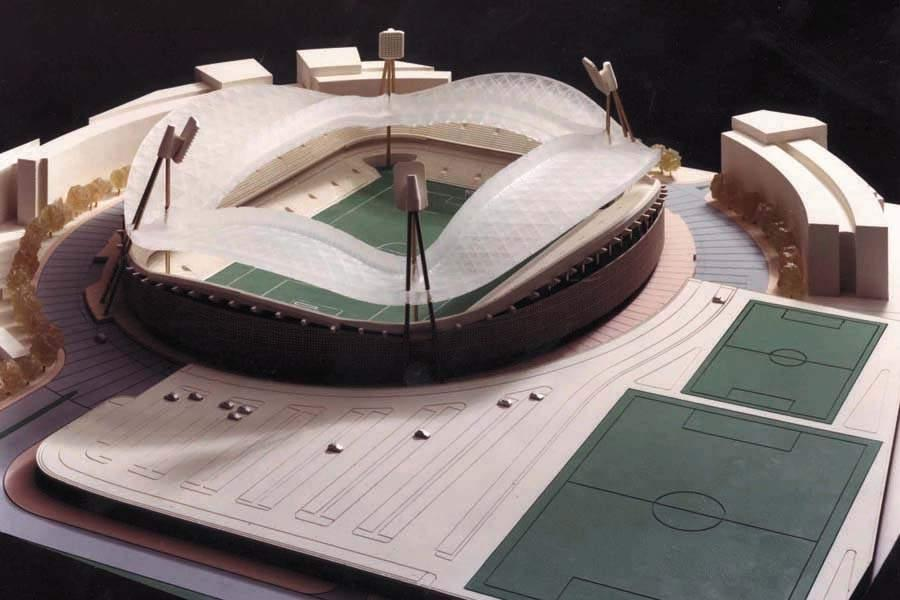
Entwurf des Stadions mit dem gesamten Komplex
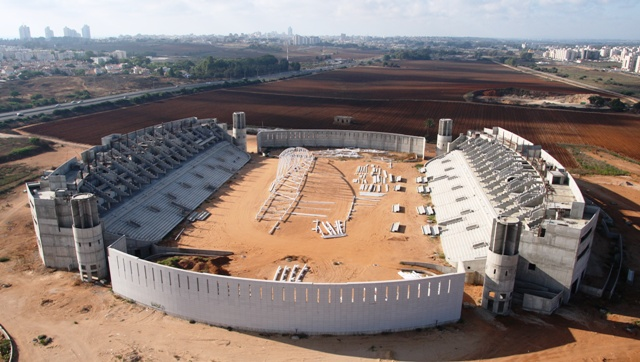
Das Stadion 2009
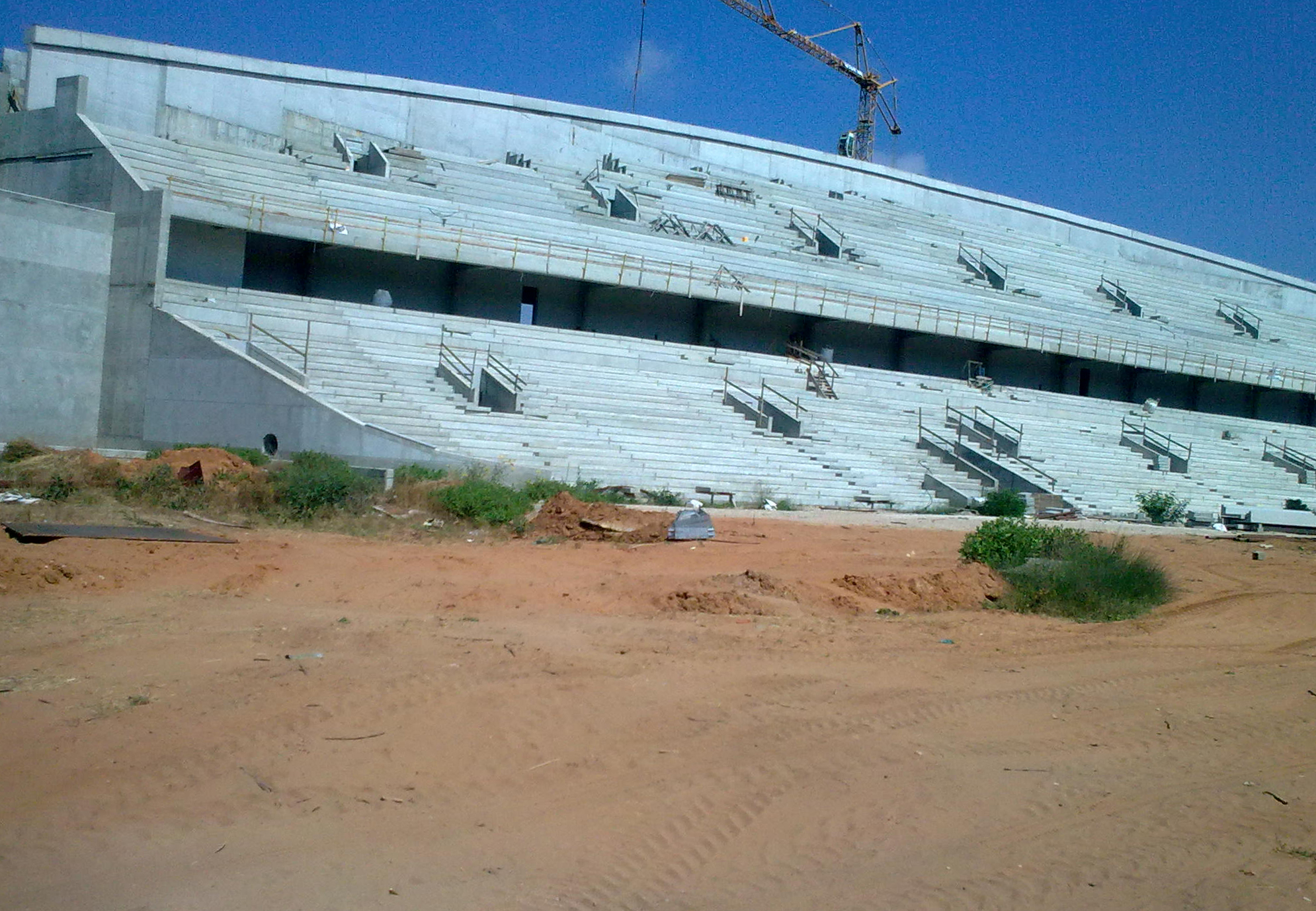
Rohbau der Tribüne
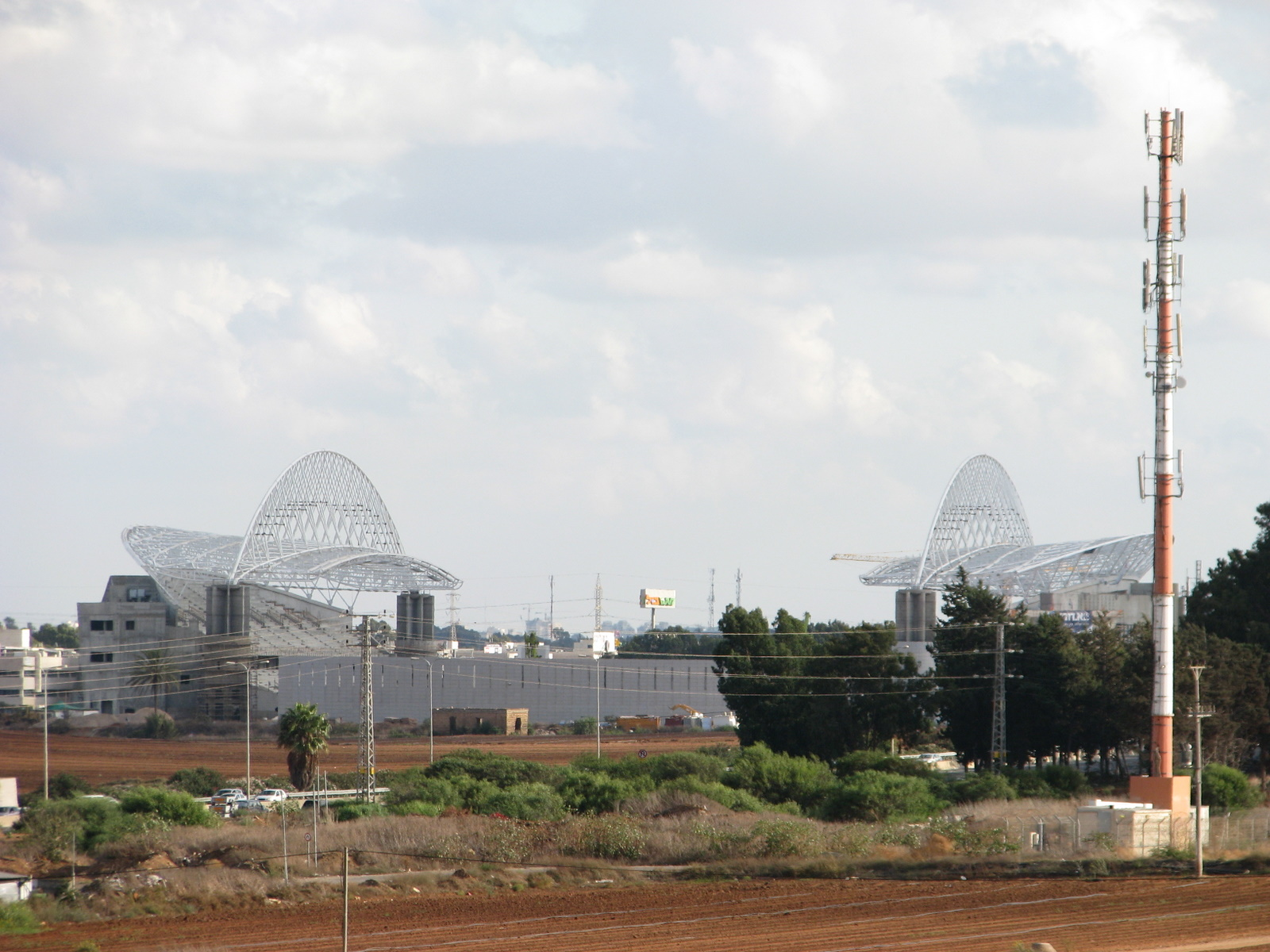
Die Stadionbaustelle im September 2011